# Iwona Buczkowska
Iwona Buczkowska, née en 1953 en Pologne, est une architecte et urbaniste française d'origine polonaise.

## Biographie
Iwona Buczkowska a passé son enfance près de Gdansk.
Au sortir de l'École spéciale d'architecture elle est diplômée architecte en 1976 avec un sujet de rénovation du centre de Saint-Denis.
Elle conserve de l'héritage des théories de Jean Renaudie le goût de la ville complexe, contradictoire et sédimentaire. Cherchant à créer des espaces de découverte et de convivialité, elle puise notamment son inspiration dans les modèles urbains de l'époque médiévale, de la Renaissance ou de l'âge baroque.
Elle oppose à la ségrégation du zonage urbain, au cadre de vie fonctionnaliste et à la cellule orthogonale répétitive prônée par la Charte d'Athènes, des espaces de vie différenciés et une organisation originale du logement. La multiplicité des angles de vue créés par les obliques s'oppose à l'inertie inhérente à l'accumulation de surfaces parallèles, développant ainsi une perception mouvante du lieu.
Iwona Buczkowska innove dans l'usage du bois. Elle met en avant la notion de plan libre qui, en concentrant les éléments de structure en une mince ossature, facilite la circulation dans les bâtiments.
« L'architecture est le seul art auquel on ne peut échapper », rappelle-t-elle.[réf. nécessaire]

### Prix
- 1994 : Prix Delarue de l’Académie d'architecture pour l’ensemble de son œuvre[3],[4].
- 2024 : prix Jane Drew[5].

## Principales études et réalisations

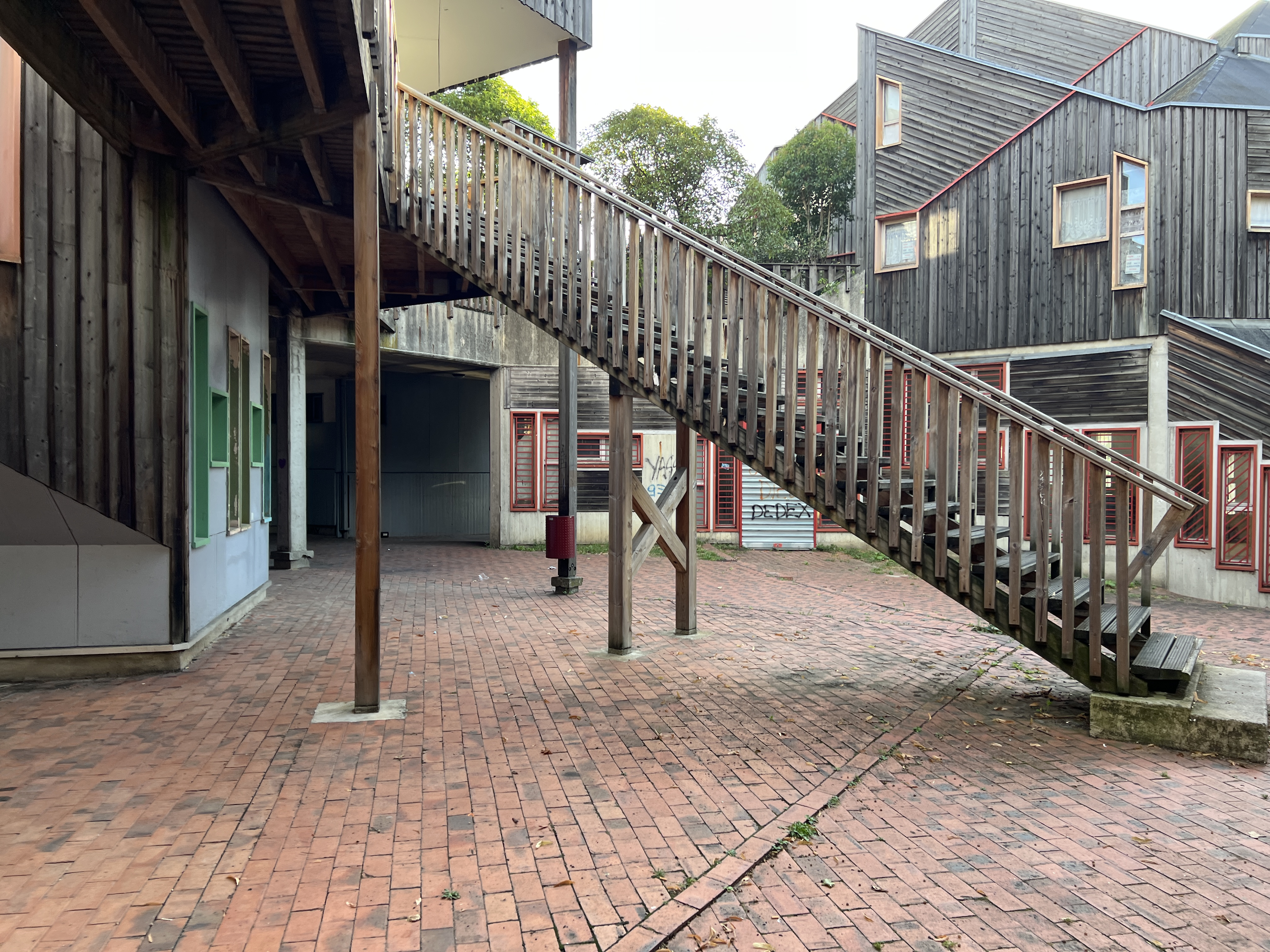
Cité Pierre Sémard, Le Blanc-Mesnil

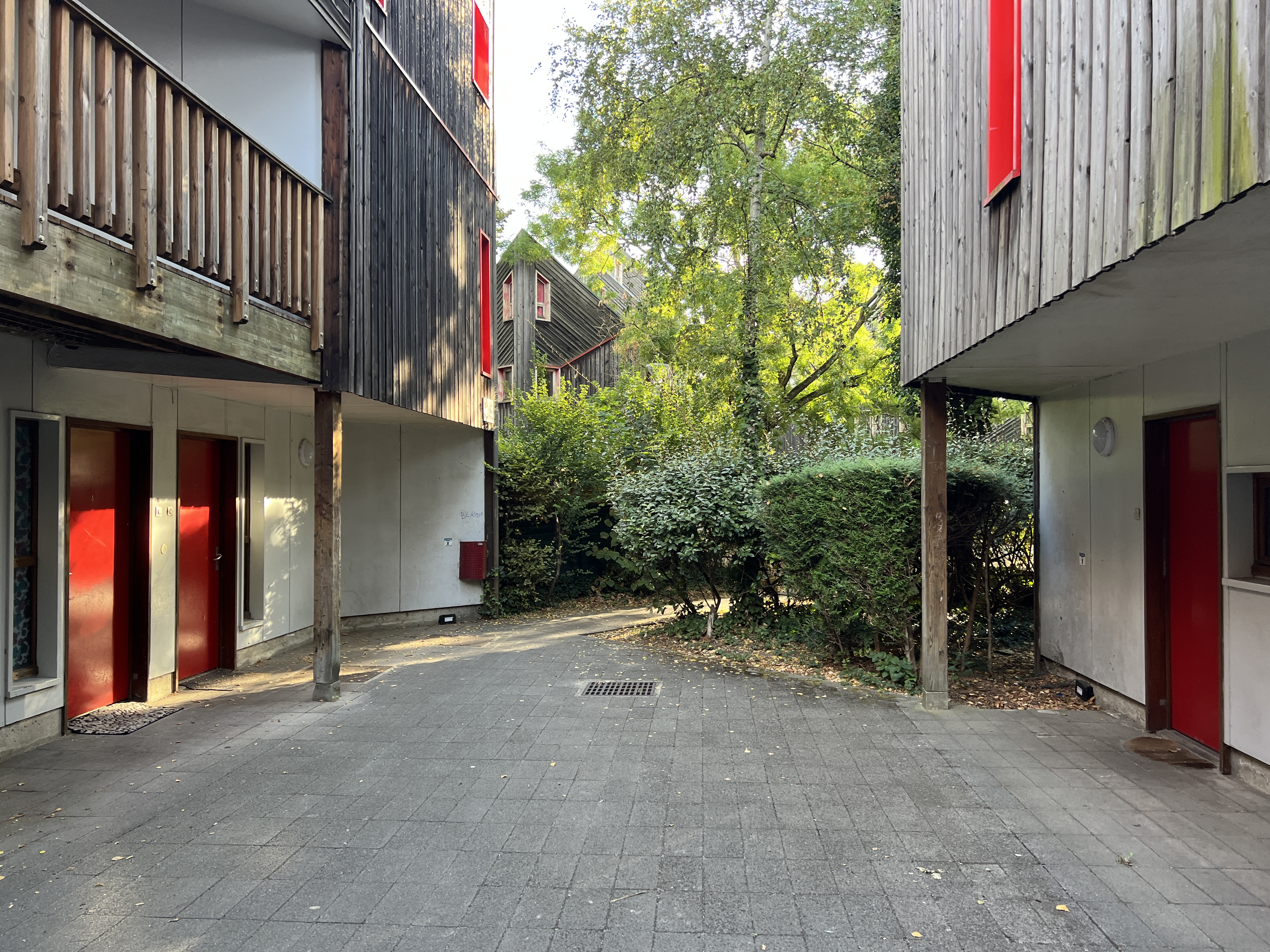
Cité Pierre Sémard, Le Blanc-Mesnil

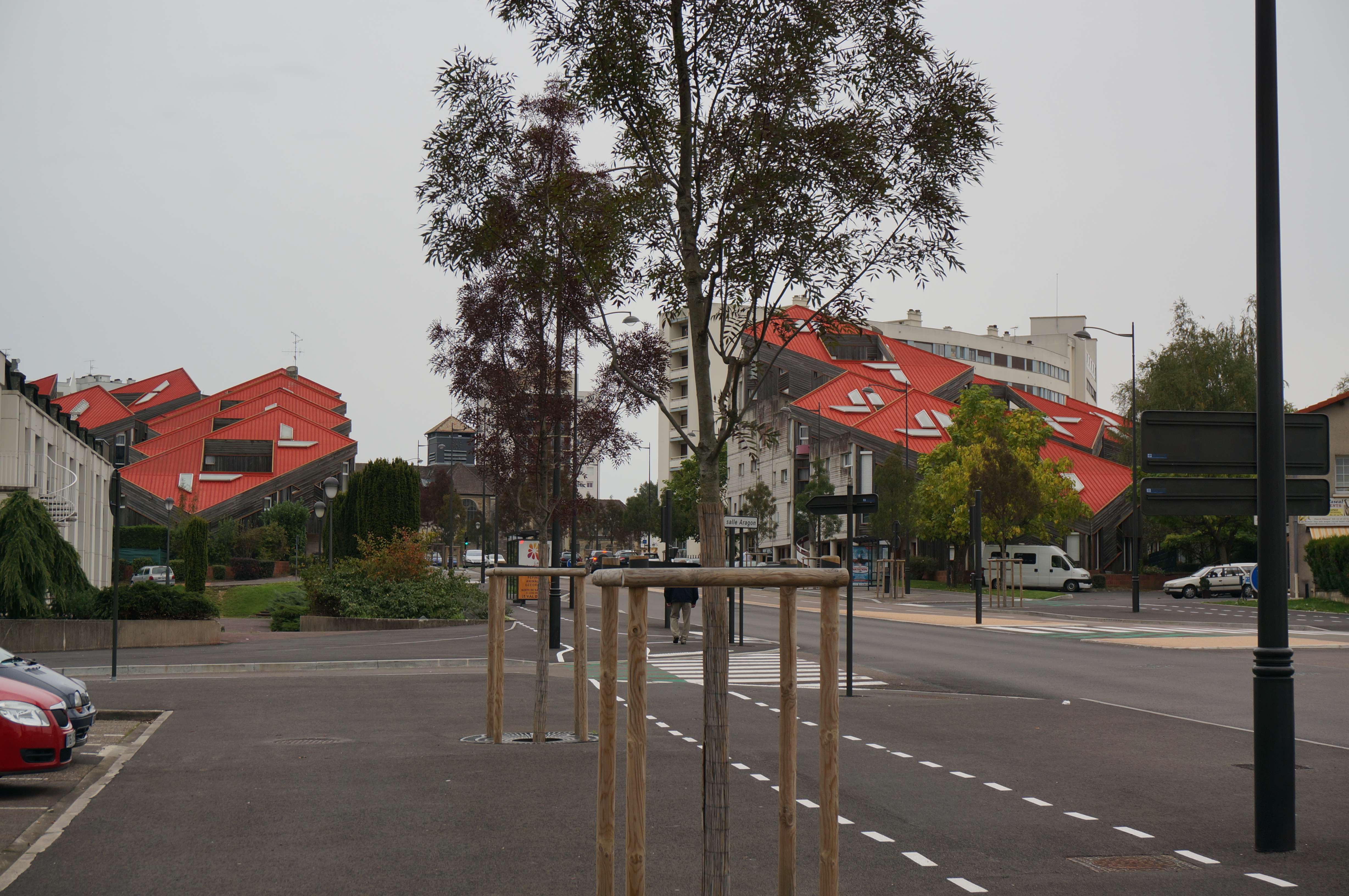
Les toits rouges, Saint-Dizier

- La Pièce Pointue, 225 logements HLM complétés par six ateliers d'artistes, cité Pierre-Semard au Blanc-Mesnil (1978–1992[6]). 1e tranche prototype en 1986, 2e tranche 1986–1998, 3e tranche 1989–1992) ; 4e tranche (1988–1992) étude
- Collège Pierre-Semard pour six cents élèves à Bobigny (1989) ; ouvert sur la ville il emploie le bois omniprésent, d'où une parenté visuelle avec les chalets de montagne et le surnom « le Village ».
- Les Longs Sillons à Ivry-sur-Seine (1980)
- Les Toits rouges à Saint-Dizier, ensemble de 81 logements HLM avec un revêtement en bois et une cour (1991). Labellisé "Architecture contemporaine remarquable".
- Unité de recherche de zoologie forestière sur le centre de recherche de l'INRA à Orléans, (2005)[7]

## Publication
- Hanna Skapska, Iwona Buczkowska : l'architecte face à la pérennité de son œuvre, Paris, Harmattan, 2020, 226 p.
- Iwona Buczkowska, Variation sur l'arc et l'oblique, Paris, Massimo Riposati, 1993, 94 p.
- Lorenzo Diez, Iwona Buczkowska : "Conversations d'architecture - L'architecture en projet", Interview filmée, DRAC Grand Est, 2022, 90 minutes.